# Czaplijiwka (obwód sumski)
Czaplijiwka (ukr. Чапліївка) – wieś na Ukrainie, w obwodzie sumskim, w rejonie szostkińskim, w hromadzie Szostka. W 2001 liczyła 1438 mieszkańców, spośród których 1408 wskazało jako ojczysty język ukraiński, 29 rosyjski, a 1 osoba się nie zadeklarowała.